# 미오촌
미오촌(三尾村)은 와카야마현 히다카군에 설치되었던 촌이다. 현재의 미하마정에 해당한다.